# Абу Аббас Ахмад I
Абу Аббас Ахмад I ибн Абу Хамму, или Абу Аббас Ахмад I (ум. 1463)― девятнадцатый правитель Тлемсена из династии Абдальвадидов (1431-1462). 

## Биография
Абу Аббас Ахмад I был возведён на престол хафсидским султаном Абу Фарисом Абд-аль-Азизом после низложения Абу Абдаллы II. Он был хорошо встречен населением, и хорошо начал своё правление, но постепенно стал терять власть, некоторые племенные лидеры захватили провинции, в то время как берберы и арабы поднимали восстания.
Брат Абу Аббаса, принц Абу Яхья, восстал против эмира в 1437 году и получил поддержку племенных лидеров Мусы ибн Хамзы, Абдаллы ибн Усмана и Сулеймана Абу Мусы. Объединённая повстанческая армия двинулась к Тлемсену, но потерпела поражение от правительственных сил. Абу Яхья бежал в сторону Орана, где захватил власть. 
В течение многих лет было проведено несколько сражений между сторонниками Абу Аббаса и повстанцами. В 1438 году принц Мухаммад аль-Мутаваккиль вернулся из Туниса во владения Абдальвадидов и нашёл поддержку клана Бени-Амер и лично его лидера Абу Зайяна Мухаммада аль-Мастона. Вскоре повстанческие силы подступили к Алжиру и заняли город 5 января 1439 года. Абу Зайян Мухаммад аль-Мастейн вошёл в город, а аль-Мутаваккиль захватил Митиджу и Медеа. Позже он схватил Милиану и напал на Тенес, сдавшийся без боя. Абу Зайян Мухаммад аль-Мастейн и аль-Мутаваккиль объявили себя независимыми правителями, но 7 марта 1440 года в Алжире вспыхнуло восстание, и Абу Зайян был убит. Аль-Мутаваккиль находился тогда в Тенесе и удержал власть везде, кроме Алжира, но силы стали постепенно таять.
16 декабря 1446 года принц Ахмад ибн ан-Насир ибн Абу Хамму нашёл группу сторонников в Тлемсене и попытался захватить город, но население его не поддержало. Абу Аббас приказал казнить мятежного принца. Для большей безопасности эмир приказал построить стену вокруг своего дворца и близлежащих зданий. В 1448 году силы Абу Аббаса заняли Оран. Абу Яхья бежал морем в Беджаю, где некоторое время пробыл, а оттуда отправился в Тунис, где и умер в 1451 году.
В 1461 году аль-Мутаваккиль покинул Милиану и продвинулся со своими силами к Тлемсену. Он оккупировал владения кланом Бану-Рашид и Хавару, а затем вступил в Мостаганем и Темзагран (Мазагран); Затем он подступил к Орану, который открыл перед ним ворота. Далее аль-Мутаваккиль двинулся на Тлемсен и после двухдневной осады вступил в город. 4 февраля 1462 года Абу Аббас Ахмад бежал в Хаббед, а аль-Мутаваккиль был провозглашён эмиром под именем Абу Абдалла III.
Абу Аббас Ахмад вскоре попал в руки аль-Мутаваккиля, который отнёсся к нему хорошо и помиловал. Чтобы не подвергаться критике, эмир отправил отца в Гранаду, но тот вскоре вернулся и пошёл с армией арабов и берберов на Тлемсен. После двухнедельной осады Абу Аббас погиб в решающей битве с защитниками города 1 августа 1463 года.